# Chaîne des Matheux
Chaîne des Matheux är en bergskedja i Haiti.   Den ligger i departementet Ouest, i den centrala delen av landet, 50 km norr om huvudstaden Port-au-Prince.
Chaîne des Matheux sträcker sig 38 km i sydostlig-nordvästlig riktning. Den högsta toppen är Montagne Terrible, 1 434 meter över havet.
Topografiskt ingår följande toppar i Chaîne des Matheux:
- Gros Morne
- Montagne Terrible
- Morne Chalante
- Morne Corail
- Morne Découvert
- Morne des Jardins
- Morne Garot
- Morne la Croix
- Morne Léger
- Morne Lourou
- Morne Mare Rouge
- Morne Sabourin
- Morne Shadirac
- Morne Siroyal
- Morne Valadon
- Morne Zoranger